# José Cuatrecasas

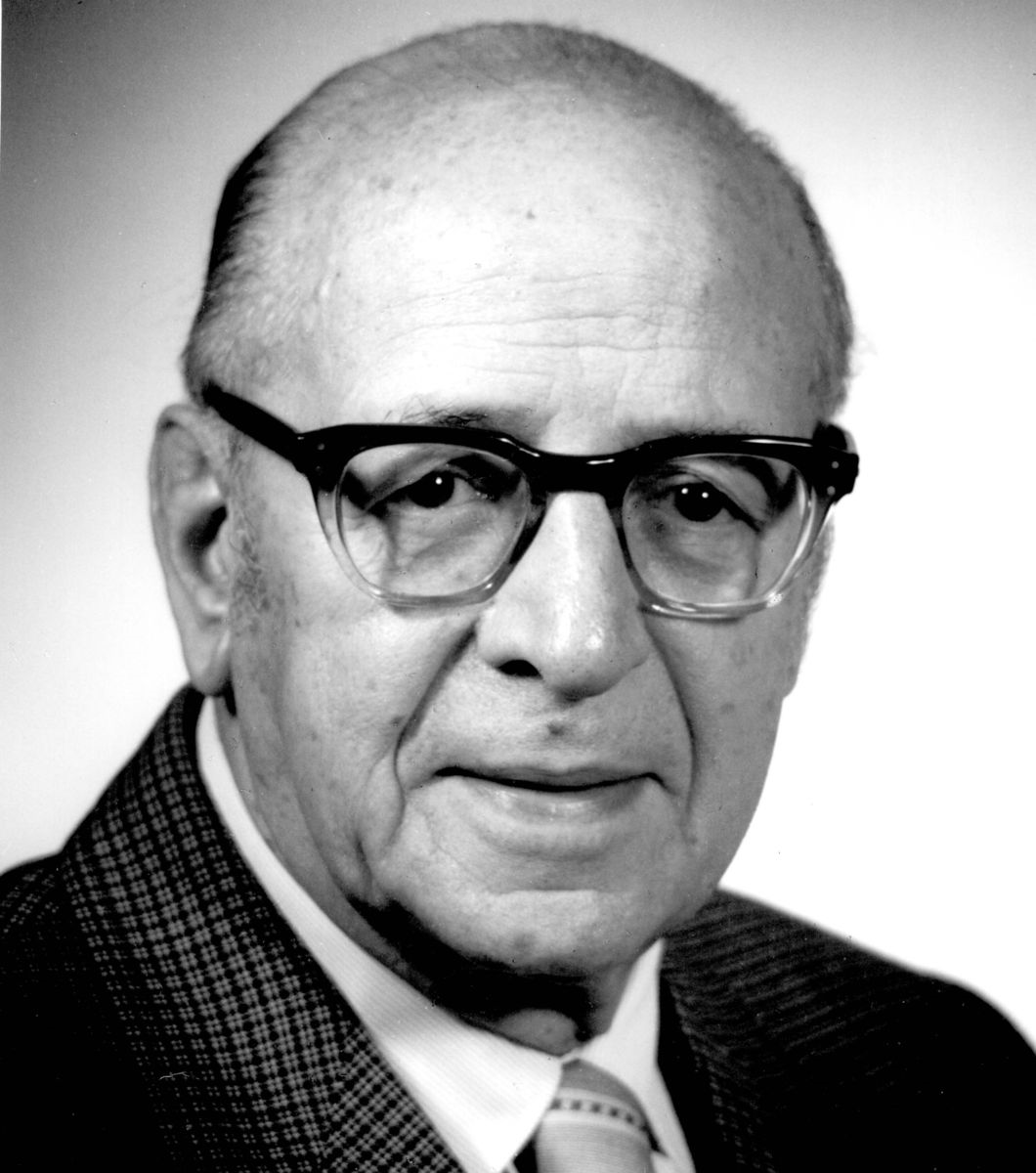
Foto de José Cuatrecasas, foto tirada em 1979-12-31

José Cuatrecasas Arumí (Camprodón, prov. de Girona, 19 de março de 1903 – Washington, 23 de maio de 1993) foi um botânico espanhol, naturalizado norte-americano em 1953.
Filho de José Genis Cuatrecasas e de Carmen Arumi, obteve a licenciatura de Farmácia em 1923 na cidade de Barcelona. Doutorou-se em 1928 na Universidade de Madrid apresentando a tese intitulada Estudios sobre la flora y vegetación del Macizo de Mágina. Casou-se com Martha Maria Nowack em  1933, união que gerou três filhos.
Foi professor-assistente de botânica na Universidade de Barcelona de 1924 a 1930, depois de sistemática vegetal na Universidade de Madrid de 1931 a 1939, conservador do Jardim botânico tropical de Madrid de 1932 a 1939, e diretor do mesmo jardim de 1936 a 1939.
No fim da Guerra Civil Espanhola, no exílio, foi professor do Instituto Botânico da universidade de Bogotá na Colômbia de 1939 a 1942, diretor da Escola de Agricultura de Cali de 1942 a 1943, diretor da Missão Botânica do Valle e professor da Escola de Agronomia de 1943 a 1947. Emigrou para os Estados Unidos da América em 1947, naturalizando em 1953. Trabalhou no Museu de História Natural de Chicago de 1947 a 1950. A partir de 1952 foi pesquisador na National Science Foundation e a partir de 1955 no National Museum of Natural History.
Foi membro de numerosas sociedades científicas de botânica e da American Association for the Advancement of Science.

## Obras
- Vegetación y Flora del macizo de Magina (1928)
- Observaciones Geobotánicas en Colombia (1934)
- Prima Flora Colombiana (dois volumes, 1957-1958)
- Aspectos Vegetacion natural de Colombia (1958)
- Taxonomic revision of the Humiriaceae (1961)
- Cacao and its Allies (1964)

Também é autor de numerosas outras publicações sobre botânica da Espanha e da América tropical, particularmente da Colômbia.